# Getcha Girl Dogg
| Críticas profissionais | Críticas profissionais |
| Avaliações da crítica  | Avaliações da crítica  |
| Fonte                  | Avaliação              |
| ---------------------- | ---------------------- |
| Allmusic               | [ 1 ]                  |

Getcha Girl Dogg é uma coletânea musical do rapper estadunidense Snoop Dogg, lançado em 18 de Dezembro de 2007 pela gravadora Doggystyle Records, do proprio rapper. A coletânea conta com participação de rapper's Jayo Felony, Soopafly, Daz Dillinger, Nate Dogg, Kurupt, Danny "Butch" Means, The Delinquents, Warren G, Prince Ital Joe, e uma canção póstuma com falecido rapper Tupac Shakur.

## Faixas
| N.º | Título                                                             | Duração |  |
| 1.  | "Getcha Girl Dogg" (com Jayo Felony & Soopafly)                    | 5:21    |  |
| 2.  | "Dogg Pound Gangstaville"                                          | 3:47    |  |
| 3.  | "Ballers Night Out" (com Nate Dogg)                                | 3:29    |  |
| 4.  | "Puppy Love" (com Daz Dillinger, Nate Dogg & Kurupt the Kingpin)   | 4:28    |  |
| 5.  | "I Don't Wanna Hurt No More" (com Nate Dogg & Danny "Butch" Means) | 5:43    |  |
| 6.  | "Dogg Pound Gangstaville" (com Nate Dogg & Kurupt)                 | 3:51    |  |
| 7.  | "Ballers' Night Out" (com The Delinquents & Warren G)              | 3:33    |  |
| 8.  | "First We Pray" (com Nate Dogg & Kurupt)                           | 4:14    |  |
| 9.  | "No More Games" (com Nate Dogg & Prince Ital Joe)                  | 4:54    |  |
| 10. | "Ain't No Fun"                                                     | 4:12    |  |
| 11. | "Friends" (com Nate Dogg & Warren G)                               | 5:04    |  |
| 12. | "What Dew U Mean" (com Kurupt)                                     | 4:20    |  |
| 13. | "Me & My Homies" (com Tupac Shakur & Nate Dogg)                    | 4:13    |  |